# Let Me Be With You
「Let Me Be With You」（レット・ミー・ビー・ウィズ・ユー）は、日本の音楽ユニット、ROUND TABLE featuring Nino の1枚目のシングル。2002年4月24日にビクターエンタテインメントから発売された。

## 概要
- 前作「Every Every Every」から約2年ぶりのリリースで、ROUND TABLE featuring Nino名義で1作目のシングル。
- 表題曲は、TBSテレビ系アニメ『ちょびっツ』のオープニングテーマに起用された。曲のジャンルは「渋谷系」（アキシブ系）と言われ、渋谷系のアニメソングの先駆けとして認知されている[2]。
- カップリング曲は、同アニメの挿入歌としても使用された。
- 両曲とも、ROUND TABLE featuring Ninoのファーストアルバム『APRIL』に収録されている。
- ちょびっツの主人公「ちぃ」役の田中理恵によるカヴァーが2002年10月発売のサウンドトラックアルバム『ちょびっツ オリジナルサウンドトラック002』に収録され、その後田中のミニアルバム『Chara de Rie』にも収録された。

## チャート成績
オリコンウィークリーチャートで初登場34位を記録した。チャート登場回数は4回。初動売上は6,010枚を記録し、累計14,190枚のセールスを記録した。

## 収録曲
| 全作詞・作曲: 北川勝利、全編曲: ROUND TABLE。 |                                      |           |            |                  |      |
| #                                             | タイトル                             | 作詞      | 作曲・編曲 | ストリングス編曲 | 時間 |
| 1.                                            | 「Let Me Be With You」               | 北川勝利  | 北川勝利   | 宮川弾           | 4:30 |
| 2.                                            | 「Book End Bossa」                   | 北川勝利  | 北川勝利   |                  | 3:45 |
| 3.                                            | 「Let Me Be With You」(Instrumental) | 北川勝利  | 北川勝利   |                  | 4:30 |
| 合計時間:                                     | 合計時間:                            | 合計時間: | 12:45      |                  |      |

## 参加ミュージシャン
- Vocal & chorus：Nino
- Bass, guitar & programming：北川勝利
- Piano & organ：伊藤利恵子
- Strings：金原千恵子 グループ
- Strings arrangement：宮川弾
- Programming：坂元俊介
- Mixing：藪原正史
- Mastering：川崎洋 (FLAIR)